# Almond Chocolate
「Almond Chocolate」（アーモンド・チョコレート）は、韓国のガールズグループ・ILLITの楽曲。2025年2月14日に配信限定シングルとしてBELIFT LABからリリースされた。3月10日には、韓国語バージョンが配信リリースされた。

## 概要
本楽曲は、映画『顔だけじゃ好きになりません』主題歌に起用され、映画の主題歌を務めるのはグループ初であった。BTSなどの楽曲を多く手掛けている韓国の音楽プロデューサー・Pdoggと、SEKAI NO OWARIのギタリストでありソングライターのNakajinがタッグを組み、書き下ろされた。
歌詞は、推しへの熱い想いや恋心を表現したものとなっており、純粋なJ-POP調で作られている。Nakajinが作曲した、中毒性のあるJ-POP調のメロディーや全体的に短いフレーズを重ねて構成されている歌詞が特徴的な楽曲。
TikTokでは、本楽曲を使用したダンスチャレンジや「#告白チャレンジ」が人気を集め、日韓のアイドルや人気インフルエンサーらが可愛い振り付けを披露する動画が、4月9日時点で約4万7000件投稿されている。楽曲を早回ししている「Sped Up ver.」もTikTok内で人気を博しており、TikTok Japanの週間音楽チャートでは、3週連続トップ10入りし、海外アーティストの中で最高順位を示し、複数のメディアはグループを「ショートフォーム強者」と称した。

## ミュージックビデオ
リリースと同日である2月14日に、HYBE LABELSの公式YouTubeチャンネルにて「スペシャルフィルム」と題したミュージックビデオが公開された。映像では、メンバーそれぞれが好きな人に向けて告白する準備に励む姿が映し出されている。スペシャルフィルムは、公開から4日で1,000万回再生を突破した。
また、3月10日には、グループの公式YouTubeチャンネルに韓国語版のパフォーマンスビデオを公開。メンバーは純白の衣装を着用した清純なビジュアルで、青い花束を手に持ち告白を想起させる姿を見せ、積極的かつ堂々とした振り付けを披露した。

## チャート成績
2月26日公開のBillboard JAPAN「Hot 100」で初登場53位を記録し、3月中旬頃から順位を上げていき、4月9日には、最高位となる13位にチャートイン。また、ストリーミング再生数は、週ごとに伸び、前週比115.7％の週間477万回再生でBillboard JAPAN「Streaming Songs」最高位となる10位を獲得。
オリコン週間ストリーミングランキングでは、2月24日付で初登場472位だったが、3月3日付で再生数が前週比2.3倍（136.4万回）となり345ランクアップの127位、3月17日付で118位へと急上昇。
テレビ露出がスタートすると、3月24日付で66位、3月31日付で27位、4月7日付で12位と右肩上がりに順位を上げ、登場8週目で週間再生数460.7万回（先週比13.5％増）で10位を記録し、初のTOP10を果たす。累積再生数は、この時点で約1,836万回に伸ばした。
Apple Music Japanによると、56位で「週間ソング・ランキング」（3月10日 - 16日）に初登場した後、23位（3月17日 - 23日）、4月2日付で8位を記録。4月3日時点では、本チャートにおける歴代K-POPグループ初の日本オリジナル曲の最高順位であった。
また、AWA「リアルタイム急上昇チャート」や、Spotify Japan「デイリー急上昇チャート」では1位、「週間トップソング」では、4月18日付で17位を獲得、TikTokでは「Almond Chocolate (Sped Up Ver.)」が「人気曲ランキング」には3月20日付で5位を記録、LINE MUSICの「デイリーランキング」では、3月7日付で94位からスタートし、3月31日付で5位まで順位を上げるなど、音源リリースから1ヵ月が過ぎた時点で「チャート逆走突風」を巻き起こし、上位圏に上がる異例の状況が発生した。

## テレビ出演
| 出演日 | 出演日  | 曲目                           | 国   | 放送局             | 番組名                   |
| 年     | 月日    | 曲目                           | 国   | 放送局             | 番組名                   |
| ------ | ------- | ------------------------------ | ---- | ------------------ | ------------------------ |
| 2025年 | 3月14日 | Almond Chocolate (Korean Ver.) | 韓国 | KBS第2テレビジョン | ミュージックバンク       |
| 2025年 | 3月15日 | Almond Chocolate (Korean Ver.) | 韓国 | 文化放送           | ショー!K-POPの中心       |
| 2025年 | 3月16日 | Almond Chocolate (Korean Ver.) | 韓国 | SBS                | SBS人気歌謡              |
| 2025年 | 3月20日 | Almond Chocolate               | 日本 | テレビ東京系列     | 有吉ミュージックフェス   |
| 2025年 | 3月21日 | Almond Chocolate               | 日本 | 日本テレビ系列     | バズリズム02             |
| 2025年 | 3月24日 | Almond Chocolate               | 日本 | TBS系列            | CDTVライブ!ライブ!       |
| 2025年 | 4月2日  | Almond Chocolate               | 日本 | フジテレビ系列     | 週刊ナイナイミュージック |